# زنگانلوها
طایفه زنگانلو طایفه‌ای است از ایل افشار که از زمان صفویه مانند طوایف دیگر افشار یعنی قرقلو، کوسه احمدلو، پاپالو، ابرلو، گوندوزلو و غیره در ابیورد حکومت‌نشین درگز و کلات زندگی می‌کردند.
احتمال دارد این طایفه از افشارهای زنجان باشد که زنجان را ترک‌ها زنگان می‌نامند و بنام زنگانلو در زمان صفویه بود معروف شده‌اند، بازماندگان این طایفه امروز با سایر طوایف ترک در درگز و کلات به کار کشاورزی اشتغال دارند.

## طایفه‌ زنگانه
زنگانه عنوانی هست که به گروهی از کولیان داده میشده.
```
در شهرستان علی آباد کتول در استان گلستان نیز هست که نیای خویش را ترکان قزلباش در آذربایجان (زنجان) می‌دانند، هرچند زبان ترکی دیگر چندان میان آنها رواج ندارد.
```